# Alicja i tajemnica trzeciej planety
Alicja i tajemnica trzeciej planety / Tajemnica trzeciej planety (ros. Тайна третьей планеты) – radziecki średniometrażowy film animowany z 1981 roku w reżyserii Romana Kaczanowa oparty na książce Kiryła Bułyczowa Podróże Alicji – powieści science-fiction z serii opowiadań o przygodach Alicji Sielezniowej.

## Opis fabuły
W 2181 roku dziewięcioletnia Alicja wraz z ojcem wyrusza na wyprawę na koniec Wszechświata. Po drodze odkrywają wiele niesamowitych planet i poznają ich dziwnych mieszkańców. Udaje im się pokonać Kosmicznego Pirata i uratować Ziemię przed zagładą.

## Obsada (głosy)

### Oryginalna wersja
- Olga Gromowa jako Alicja Sielezniowa
- Wsiewołod Łarionow jako profesor Sielezniow / ptak Goworun
- Wasilij Liwanow jako Gromozeka
- Jurij Wołyncew jako kapitan Zielony
- Władimir Drużnikow jako kapitan Kim
- Grigorij Szpigiel jako Wesołek U

### Polska wersja
W wersji polskiej wystąpili:
- Katarzyna Owczarz – Alicja
- Modest Ruciński – profesor Sielezniow
- Sebastian Cybulski – Zielony
- Jerzy Stuhr – Gromozeka
- Michał Podsiadło – Goworun

## Animatorzy
Rienata Mirienkowa, Władimir Szewczenko, Antonina Aljoszina, Olga Orłowa, Josif Kurojan, Jurij Batanin, Marina Woskanjanc, Marina Rogowa, Władimir Arbiekow, Władimir Zarubin, Aleksandr Panow, Wioletta Kolesnikowa

## Wersja polska
Wersja wydana na DVD w serii: Michaił Barysznikow – bajki z mojego dzieciństwa: Alicja i tajemnica trzeciej planety (odcinek 3)
- Głosu użyczyli: Hanna Kinder-Kiss i Adam Wnuczko
- Tłumaczenie: Maciej Rosłoń